# Чарлз Сандерс Пірс
Чарльз Сандерс Пірс (англ. Charles Sanders Peirce, МФА: /ˈpɜrs/, 10 вересня 1839 — 19 квітня 1914) — американський філософ, логік, математик та природознавець, засновник прагматизму.
Чарльз Пірс народився у Кембриджі, Массачусетс. За освітою він був хіміком і понад 30 років працював науковцем. Однак, найбільшу відомість йому приніс внесок у логіку, математику, семіотику та філософію. Сам Пірс уважав себе понад усе логіком, але логіка в його розумінні включала чимало з того, що тепер належить до епістемології та філософії науки. З другого боку, Пірс розглядав логіку як складову частину нової, започаткованої ним, галузі досліджень, семіотики.

## Життєпис
Чарльз Сандерс Пірс був сином Сари Гант Міллз та Бенджаміна Пірса, професора астрономії та математики в Гарвардському університеті. У віці 12 років Чарлз прочитав «Елементи логіки» Річарда Вейтлі, з чого почалося його захоплення логікою й мистецтвом доведень, що тривало все життя. Надалі він навчався у Гарварді й отримав там ступені бакалавра й магістра мистецтв. Наукова школа св. Лаврентія у 1863 надала йому ступінь бакалавра наук, найнижчого гарвардського наукового ступеня в області хімії. Надалі в нього не було особливих успіхів у природознавстві. У Гарварді Пірс розпочав тривалу дружбу з Френсісом Еллінгвудом Абботом, Чонсі Райтом та Вільямом Джеймсом. Неприязнь гарвардського викладача, а згодом президента університету Чарлза Вільяма Еліота зашкодила Пірсу, оскільки Еліот накладав вето на спроби найняти Пірса на будь-яку посаду в Гарварді.
Починаючи з юнацького віку, Пірс страждав на болісне захворювання, яке в той час називали лицевою невралгією, а тепер тригемінальною невралгією. Приступи хвороби супроводжувалися дратівливістю, депресією, підозрілістю, раптовими вибухами злості. Хвороба, можливо, була причиною відлюдькуватості, що захмарила останні роки життя мислителя.

### Геодезична служба США
З 1859 по 1891 Чарлз Пірс епізодично працював на різноманітних посадах у геодезичній службі США завдяки протекції свого впливового батька. Ця робота вберегла його від участі в громадянській війні. Ця обставина мала для нього велике значення, оскільки він, як чимало бостонських інтелектуралів тих часів, співчував Конфедерації. В службі Пірс працював над задачами геодезії та гравіметрії, вдосконалюючи використання маятника для вимірювання земного тяжіння. Служба 5 разів відряджала його в Європу, вперше у 1871 з метою спостереження сонячного затемнення. Перебуваючи в Європі, Пірс установив контакти з Августом Де Морганом, Вільямом Стенлі Джевонсом та Вільямом Кінгдоном Кліффордом — британськими математиками, спосіб мислення яких був співзвучним його власному. З 1869 по 1872 Пірс працював на посаді асистента в Гарвардській астрономічній обсерваторії, виконуючи важливу роботу з визначення яскравості зірок та форми Чумацького Шляху. 20 квітня 1877 його обрали членом Національної академії наук Сполучених Штатів. У тому ж 1877 він запропонував використати для визначення метра певну кількість довжин хвиль випромінювання певної частоти.
У 1880-ті байдужість Пірса до бюрократичних дрібниць збільшилася, а якість і своєчасність його роботи пішла на спад. Пірс роками писав звіти, які потрібно було завершити за кілька місяців. Водночас він написав тисячі статей з філософії, логіки, науки та інших тем для енциклопедичного видання «Словник століття». У 1891 Пірс на прохання суперінтенданта служби подав у відставку. Відтоді в нього не було жодної постійної роботи.

### Університет Джона Гопкінса
У 1879 Пірс отримав посаду лектора логіки в щойно заснованому університеті Джонса Гопкінса, де на високому рівні викладали дисципліни, цікаві для Пірса: філософія (в університеті Гопкінса робили свої дисертації Джосая Ройс та Джон Дьюї), психологія, математика. Це була єдина викладацька робота, яку мав Пірс у своєму житті. У 1883 в університеті вийшов збірник «Дослідження з логіки» (Studies in Logic), одним із авторів якого був Пірс.
Спроби Пірса отримати академічну посаду, гранти чи респектабельність були невдалими, що пояснювалося його важким характером. У 1875 від нього пішла дружина Зіна, і Пірс зійшовся із жінкою на ймення Джульєт, національність якої невідома, відомо лише, що вона розмовляла французькою. Проте, офіційне розлучення із Зіною відбулося тільки в 1883, і Пірс одружився із Джульєт. Утім опікунам університету вказали на той факт, що Пірс упродовж років жив і подорожував із жінкою, з якою не був одружений. Вибухнув скандал, і в січні 1884 Пірса звільнили з посади викладача.

### Бідність

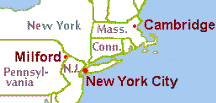
Кембридж, де Пірс народився й виріс, Нью-Йорк, куди він часто навідувався і Мілфорд, де він із другою дружиною Джульєт прожив багато років.

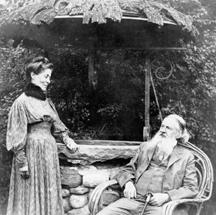
Джульєт і Чарлз біля криниці на подвір'ї садиби Арісбе у 1907.

У 1887 Пірс витратив частину спадщини від батьків на купівлю 2 тис. акрів землі поблизу від Мілфорда, Пенсільванія. Це капіталовкладення не виправдалося. Пірс перебудував фермерський будинок 1854 року і назвав садибу Арісбе. В цій садибі він та Джульєт прожили решту свого життя. Однак незабаром почалися фінансові, а з ними й юридичні проблеми. В останні 20 років життя Пірс не міг собі дозволити опалення взимку, йому доводилося харчуватися залишками черствого хліба, отриманого від місцевого пекаря. Писати йому доводилося на звороті сторінок старих рукописів. На деякий час йому довелося втікати в Нью-Йорк у зв'язку з ордером на арешт за бійку й невиплачені борги. Виплутатися із цієї халепи йому допомогли брат, Джеймс Міллс Пірс, сусіди та родичі.
Пірс виконував деякі науково-технічні консультаційні роботи й чимало писав за мізерну платню, здебільшого енциклопедичні та словникові статті, огляди для журналу «Нейшн», з редактором якого приятелював. Він робив також переклади для Смітсонівського інституту за ініціативою його директора Семюела Ленглі, і пробував зайнятися винахідництвом. Він розпочав, але не закінчив кілька книг. Один із його знайомих, суддя Френсіс Расселл із Чикаго звів його з редактором і власником журналу «Моніст», в якому Пірс надрукував принаймні 14 своїх статей. Він подав запит на ґрант від щойно заснованого Інституту Карнегі, але запит був приречений — у виконавчому комітеті установи працював Ньюкомб, а його президентом був президент університету Джона Гопкінса в той час, коли Пірса звідти звільнили.
Найбільше для Пірса в ці роки зробив його старий товариш Вільям Джеймс, присвятивши йому свою працю «Воля вірити», що побачила світ у 1897. Він влаштував для Пірса дві серії платних лекцій у Гарварді та в його околицях у 1898 й 1903. Джеймс писав листи своїм друзям серед бостонських інтелектуалів, прохаючи для Пірса грошової допомоги. Вдячний Пірс призначив старшого сина Джеймса своїм спадкоємцем у випадку, якщо він переживе Джульєт. З 1890 Пірс використовував середнє ім'я Сантьяго, що іспанською означає святий Джеймс.
Пірс помер у Мілфорді в бідності, на двадцять років раніше від Джульєт.

## Математика

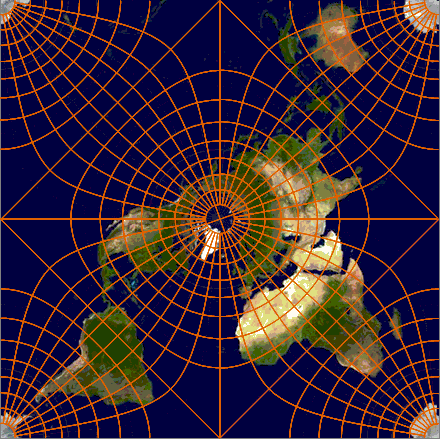
Пірсова квінкунціальна проєкція сфери зберігає кути за винятком кількох ізольованих точок і спотворює площі менше, ніж інші проєкції. Її можна теселювати, тобто зшити численні копії без прогалин.

Найважливіші роботи Пірса в області чистої математики належали до логіки та формулювання фундаментальних засад. Він також працював над проблемами лінійної алгебри, матриць, різних геометрій, топології, чисел Лістінга, чисел Белла, графів, проблемою чотирьох фарб та природою неперервності.
У прикладній математиці його роботи лежали в області економіки, інженерії та картографічних проєкцій, та особливо його цікавили проблеми ймовірності й статистики.
Відкриття
Пірс зробив кілька важливих відкриттів у логіці та основах математики, і ледь не всі вони здобули визнання тільки через значний час після його смерті:
У 1860-му він запропонував кардинальну арифметику нескінченних чисел, за кілька років до Георга Кантора (який завершив свою дисертацію в 1867-му), і, не маючи доступу до  опублікованої в 1851-му (посмертно) книги Бернарда Больцано Paradoxien des Unendlichen.
У 1880–1881 роках він показав як булеву алгебру можна побудувати через повторення єдиної достатньої бінарної операції (логічне NOR), на 33 роки опередивши Генрі Шеффера. (див. також  Правила де Моргана.)
У 1881-му він взявся за  аксіомізацію арифметики натуральних чисел, кілька років до  Ріхарда Дедекінда та  Джузеппе Пеано. У тій же роботі Пірс дав, задовго до Дедекінда, перше кардинальне визначення скінченної множини у сенсі, про який тепер говорять "скінченна за Дедекіндом", і тим же дав важливе формальне визначення нескінченої (за Дедекіндом) множини, для якої можна встановити відповідність один до одного з власною підмножиною.
У 1885-му він розрізнив квантифікацію першого і другого порядку. У тій же статті він заклав те, що можна розглядати як першу аксіоматичну теорію множин, на два десятиліття до Цермело (Брейді 2000, стор. 132–33).

У 1886-му він побачив, що булеві обчислення можна проводити за допомогою електричних перемикачів, на 50 років раніше Клода Шеннона. 

Екзистенціальні графи: альфа графи

До кінця 1890-х він розробляв екзистенціональні графи, діаграмні позначення числення предикатів. На них базуються концептуальні графи Джона Сови та діаграмне мислення Сун Джу Шіна.
Нові елементи математики
Пірс написав чернетку вступного підручника з робочою назвою Нові елементи математики, що висвітлював математику з оригінальної точки зору. Ця чернетка та багато інших неопублікованих раніше математичних рукописів нарешті побачили світ у книзі The New Elements of Mathematics by Charles S. Peirce (1976), відредагованій математикинею Каролін Айзеле.
Природа математики
Пірс погоджувався з Огюстом Контом щодо того, що математика фундаментальніша ніж філософія чи окремі науки (про природу  чи розум). Пірс виділяв у математиці три області: (1) математика логіки, (2) дискретні ряди, і (3) псевдоконтинууми (як він їх називав, зокрема дійсні числа) та континууми. 
Під впливом батька, Бенджаміна Пірса, Пірс відстоював думку, що математика вивчає чисто гіпотетичні об'єкти і не тільки є наукою про кількість, але, ширше, вона є наукою, що робить необхідні висновки; що математика допомагає логіці, а не навпаки; і що сама логіка є частиною філософії, наукою про висновування.

### Математика логіки
- "On an Improvement in Boole's Calculus of Logic" (1867)
- "Description of a Notation for the Logic of Relatives" (1870)
- "On the Algebra of Logic" (1880)
- "A Boolean Algebra with One Constant" (1880 MS)
- "On the Logic of Number" (1881)
- "Note B: The Logic of Relatives" (1883)
- "On the Algebra of Logic: A Contribution to the Philosophy of Notation" (1884/1885)
- "The Logic of Relatives" (1897)
- "The Simplest Mathematics" (1902 MS)
- "Prolegomena to an Apology for Pragmaticism" (1906, про екзистенціальні графи)

Починаючи з першої статті  "Logic of Relatives" (1870), Пірс розширив теорію відношень, яку Аугустус де Морган щойно пробудив. Багато чого з математики відношень, того, що зараз сприймається очевидним, було запозичено у Пірса, не завжди з відповідним визнанням першості; про це і про те, як молодий Бертран Рассел, особливо в   Principia Mathematica, не віддавав Пірсу належного, дивіться Анелліс (1995).  Починаючи з 1940-го Альфред Тарський та його учні заново відкрили аспекти широкого погляду Пірса на логіку відношень, розвинувши алгебру відношень.
Реляційна логіка (логіка відношень) здобула застосування. У математиці вона вплинула на абстрактний аналіз Мора та теорію ґраток Гарретта Беркгоффа. У комп'ютерній науці роботи Едгара Кодда розвинули реляційну модель баз даних, спираючись на ідеї Пірса (Кодд був учнем пірсоніанця Артура Беркса). В економіці реляційну логіку використовували  Френк Ремзі, Джон фон Нейман та  Пол Самуельсон при вивченні вибору й корисності та  Кеннет Ерроу в праці  Суспільний вибір та індивідуальні цінності, після співпраці  Ерроу з Тарським в  Міському коледжі Нью-Йорка.
Гіларі Патнем (1982) писав про Пірса та його сучасників, Ернста Шредера та Готтлоба Фреге, що праця Фреге з логічної квантифікації мало вплинула на сучасників попри те, що була надрукована на чотири роки раніше, ніж робота Пірса та його учня Оскара Говарда Мітчелла.   Як виявив Патнем, математики та логіки довідалися про логіку кванторів з незалежних робіт Пірса та Мітчелла, зокрема з Пірсової статті "On the Algebra of Logic: A Contribution to the Philosophy of Notation" (1885), опублікованої в провідному американському математичному журналі тих часів і цитованої серед інших Пеано та Шредером, які проігнорували Фреге. Вони також прийняли й  модифікували позначення Пірса, типографічні варіанти тих, що використовуються зараз. Пірс, мабуть, про роботу Фреге не знав попри те, що їхні досягнення в логіці, філософії мови та дослідженні засад математики перетиналися.
Працями Пірса в області загальної логіки захоплювався не лише  Ернст Шредер:
- Філософ-алгебраїст Вільям Кліффорд[29] та логік Вільям Ернест Джонсон(інші мови), обидва британці;
- Польська школа логіки, зокрема  Альфред Тарський;

Філософію логіки можна вичленувати з написаного ним спираючись на його категорії та семіотику. разом із логічними працями загалом вона висвітлена і витлумачена Гіларі Патнемом (1982); у Вступі Натана Гаузера  та ін (1997); та Рендоллом Діпертом у главі книги Черил Місак (2004).

### Континууми
Неперервність та синекізм: — важливі поняття Пірсової філософії: "Спочатку мені так не здавалося, але поступово я знайшов його, майстер-ключ до філософії". Він прийняв числення нескінченно малих з математичної точки зору й довго працював над математикою неперервністі. Він притримувався думки, що дійсні числа утворюють псевдоконтинуум, а справжній континуум є предметом analysis situs (топології); і що справжній континуум моменту часу перевищує, а згодом може містити, будь яке число (алеф) часових моментів.
У 1908-му Пірс писав, що справжній континуум може містити будь яке число моментів, а може й ні. Джером Ганавел (2008): "26 травня 1908 року Пірс врешті відкинув ідею, що справжній континуум може містити довільне число об'єктів. Відтоді виникли різні види континуумів з різними властивостями."

### Ймовірність і статистика
Пірс притримувався думки, що наука досягає статистично ймовірного, а не беззаперечно правильного, і що спонтанність  (абсолютна випадковість) реальна (див. тихізм щодо його поглядів). Більшість із написаного ним зі статистики пропагує частотне тлумачення ймовірності  (об'єктивне відношення випадків), і багато з написаного ним виражає скептицизм щодо ймовірності, коли її модель не ґрунтується на об'єктивній рандомізації. Попри частотництво Пірса, його семантика можливих світів вводила схильнісну теорію ймовірності ще до  Карла Поппера. Пірс (іноді з Джозефом Ястровим) досліджував ймовірностні судження експериментальних об'єктів, що було "можливо першим" висвітленням і оцінкою суб'єктивної ймовірності в експериментальній психології, що пізніше стали називати Баєсовою статистикою.
Пірс був одним із засновників статистики. Він сформулював сучасну статистику в  «Illustrations of the Logic of Science» (1877–1878) та «A Theory of Probable Inference» (1883). Разом із Джозефом Ястровим він запровадив у 1884-му сліпий експеримент, рандомізоване контрольоване дослідження (Hacking 1990:205) | (до Роналда Фішера). Він винайшов оптимальний план експерименту з силою тяжіння, в якому провів дисперсійний аналіз, використав кореляцію та згладжування. Пірс розширив роботи батька на тему викидів. Він ввів у вжиток терміни довірчий інтервал та функція правдоподібності  (раніше від Єжи Неймана та Рональда Фішера).

## Філософія
Не досить визнається, що Пірс упродовж кар'єри був перед усім ученим, а не філософом; і що за життя його знали й цінили  головно як науковця, і лише потім як логіка, а як філософа майже ніколи. Навіть його роботи в області філософії та логіки не збагнути, доки цей факт не стане вихідним пунктом вивчення доробку Пірса.— Max Fisch 1964, p. 486.
Упродовж 30 років Пірс працював науковцем, а професійним філософом був тільки 5 років, коли читав лекції в Університеті Джона Гопкінса.  Філософію він вивчав читаючи «Критику чистого розуму» Канта в оригіналі, по кілька сторінок у день, коли навчався у Гарварді. Філософія Пірса включає наскрізну систему трьох категорій, віру в незмінну істину, що водначас незалежна від установленої думки (фалібілізм) та така, що її можна відкрити (відсутність радикального скептицизму), логіку як формальну семіотику знаків, доведень та шляхів пошуків істини, зокрема заснований ним філософський прагматизм, критику з позицій здорового глузду і науковий метод. У метафізиці Пірс притримувався схоластичного реалізму на кшталт Дунса Скота, віри в бога, свободу, принаймні  теоретичне безсмертя, об'єктивний ідеалізм, віри в реальність неперервності та абсолютної випадковості, механічну необхідність та креативну любов.  Фалібілізм та прагматизм відіграють у його роботах ту ж роль що скептицизм та позитивізм у роботах інших. Однак у Пірса фалібілізм компенсується антискептицизмом і є основою для віри в абсолютний випадок та неперервність, а прагматизм нав'язує антиноміналістську віру в реальність загального (CP 5.453–57).
Пірс уважав Першу філософію, яку він також називав ценоскопією, менш фундаментальною, ніж математика, але фундаментальнішою, ніж спеціальні науки (про природу і розум). Вона вивчає позитивні явища загалом, явища відомі будь-якій особі в будь-яку свідому мить, і не вдається до спеціальних дослідів для розв'язання питань. Він розділив цю філософію на (1) феноменологію (яку він також називав фанероскопією або категорикою), (2) нормативні науки (естетику, етику і логіку) та (3) метафізику.

### Теорія категорій
14 травня 1867 року 27-літній Пірс подав  в Американську академію мистецтв і наук роботу під назвою «Про новий перелік категорій». Вона була надрукована наступного року. Стаття окреслює теорію класифікації з трьома універсальними категоріями, розроблену як результат читання Арістотеля, Канта і Гегеля.
Ці категорії Пірс використовував упродовж усього життя. Дослідники спадщини Пірса загалом вважають Новий перелік основоположним проривом у Пірсовій архітектоніці, схемою прагматичної філософії. У категоріях розрізняються у концентрованій формі мотиви трьох ступенів ясності, що сформульовані в статті "Як зробити наші ідеї ясними" (основоположна для прагматизму стаття 1878 року) та в інших трихотоміях Пірсових робіт.
"Про новий перелік категорій" сформована як Кантіанська дедукція; стаття коротка але важка, її нелегко підсумувати. Наступна таблиця дозволяє скласти уявлення. Її скомпільовано з врахуванням пізніших робіт.
| Назва:    | Типова характеристика:                | Як всесвіт досвіду:             | Як якість:                               | Технічне означення:                                      | Валентність:                                                |
| --------- | ------------------------------------- | ------------------------------- | ---------------------------------------- | -------------------------------------------------------- | ----------------------------------------------------------- |
| Першість. | Якість почуття.                       | Ідеї, випадок, можливість.      | Неясність, "деякий".                     | Відсилання до основи (основа — чиста абстракція якості). | По суті монадична (квале, у сенсі таке,, те що має якість). |
| Другість. | Реакція, опір, (діадичне) відношення. | Голі грубі факти, актуальність. | Сингулярність, дискретність, “цьогість”. | Відсилання до корелята (релятом).                        | Суттєво діадична (релят і корелят).                         |
| Третість. | Представлення, посередництво.         | Звичаї, закони, необхідність.   | Загальність, неперервність, "усе".       | Відсилання до інтерпретанта*.                            | Суттєво тріадична (знак, об'єкт, інтерпретант*).            |

 *Примітка: Інтерпретант — інтерпретація (людська або інша) у сенсі продукту процесу тлумачення.

### Естетика та етика
Пірс не писав багато про естетику й етику, але в 1902 році стверджував, що естетика, етика й логіка, саме в такому порядку, утворюють нормативні науки. Естетику він описував як вивчення доброго (у сенсі гідного захоплення), а тому корінь будь-якої поведінки чи думки.

## Філософія: логіка або семіотика

### Логіка як філософія
Пірс вважав логіку як таку підрозділом філософії, нормативною наукою на основі естетики й етики, більш фундаментальною ніж метафізика і «мистецтвом розробки методів дослідження». 
Загальніше, будучи висновком, «логіка вкорінена в соціальному принципі», оскільки висновок залежить від позиції, яка в певному сенсі необмежена.
Пірс називав (без жодного приниження) «математикою логіки» те ж саме, що в сучасних дослідженнях та застосуваннях називають просто «логікою». Він плідно працював як в (філософській) логіці та і в математиці логіки, які в його роботах та думках тісно пов'язані. Пірс відстоював думку, що логіка є формальною семіотикою, формальним дослідженням знаків у найширшому сенсі, не тільки штучних, лінгвістичних чи символічних знаків, а й знаків, що є подобою чогось або знаків, що вказують на щось, як наприклад реакцій.    
Пірс вважав, що весь всесвіт сповнений знаків, якщо він не збудований винятково із знаків, а також їхніх представлень і вагомих відношень. Він відстоював думку, що оскільки думка вимагає часу, будь-яка думка є знаками та знаковими процесами (семіозисом) такими як процес дослідження. Він ділив логіку на: (1) спекулятивну граматику або стехіологію, вивчення того, як знаки можуть бути значимими, і у відношенні до цього, які є знаки, як вони сполучаються, як одні з них можуть включати інші; (2) логічну критику, або власне логіку, способи робити висновки; (3) спекулятивну або універсальну реторику, методевтику — філософську теорію пошуків істини, включнно з прагматизмом.    

#### Початкові припущення логіки
У праці «Перше правило логіки» (1899) Пірс стверджував, що перше і в певному сенсі єдине правило розуму звучить: щоб навчитися, треба мати бажання вчитися, таке бажання, що не вдовольняється тим, що хочеться думати. Тобто, перше правило означає відчувати подив. Пірс продовжує розглядом критичної теми в практиці досліджень і формування теорій:
...випливає  висновок, який сам по собі заслуговує надпису на кожній стіні міста філософії:
Не перекривай дорогу пошуку істини.
Пірс додає, що найкраще працюють у дослідженнях метод та економія, але нема гріха в тому, щоб випробувати будь-яку теорію в тому сенсі, що дослідження через випробовування може пройти без перешкод чи розчарувань, і що єдиний невибачимий злочин — філософська барикада проти прогресу правди, злочин на який грішать метафізики  будь-якого віку. 
У багатьох творах Пірс стверджував, що логіка стоїть перед метафізикою (онтологічною, релігійною чи фізичною).
Далі Пірс перераховує чотири звичні бар'єри, що заважають пошукам істини: (1) утвердження абсолютної певності; (2) ствердження, що пізнати щось абсолютно неможливо; (3) ствердження, що щось ніяк не пояснити, бо воно зовсім базове чи зовсім крайнє; (4) наполягання на тому, що досконала точність можлива, особливо така, що виключає незвичайні та аномальні явища. Відкидання абсолютної теоретичної певності є серцем фалібалізму, який Пірс розгортає аж до відмови встановлення будь-якого із перелічених бар'єрів. В іншому творі (1897) Пірс стверджував, що попередня вимога фалібалізму веде врешті-решт до погляду, що випадок і неперервність реальні (тихізм та синехізм).
Перше правило логіки стосується попередніх установок розуму, коли він намагається міркувати резонно й логічно; установки, наприклад, що істина й реальність не залежать від вашої чи моєї думки, але залежать від репрезантивного відношення й у дослідженні, що просунулося достатньо далеко, полягають у врешті-решт у тому, у чому їм належить полягатися. 
Він описує такі ідеї як, колективно, надії, сумніватися в яких серйозно не доводиться.

#### Чотири неспроможності
- Questions concerning certain Faculties claimed for Man (1868)
- Some Consequences of Four Incapacities (1868)
- Підгрунтя справедливості законів логіки: 
Further Consequences of Four Incapacities (1869)

 У трьох статтях 1868–1869 років Пірс відкинув вербальний або гіперболічний сумнів, а також перший або кінцевий принципи й наполягав на тому, що ми не маємо   (у його власній нумерації):
1. Жодної здатності до інтроспекції. Будь-яке знання про внутрішній світ приходить внаслідок гіпотетичних міркувань про зовнішні факти.
2. Жодної інтуїції (пізнання, що не спирається на логічний висновок попереднього пізнання). Жоден етап пізнання в цьому процесі не може бути найпершим. Усі ментальні дії є свого роду висновками.
3. Жодної здатності думати без знаків. Пізнання повинно бути витлумаченим в наступному пізнанні, щоб взагалі бути пізнанням.
4. Жодної концепції абсолютно непізнаваного.

(Сенс терміна "інтуїція" майже кантіанський, говорив Пірс. Він відрізняється від сучасного вільнішого сенсу, що охоплює інстинктивне або в будь-якому разі напів-свідоме висновування.)
Пірс висловлюваав думку, що ці неспроможності відображають реальність загального й неперервного, застосовність різних способів розмірковування та хибність філософського картезіанства. 
Він відкидав концепцію (яку зазвичай приписують Канту) непізнаваної речі в собі й пізніше говорив, що відмова від вигадки є передумовою прагматизму.

#### Логіка як формальна семіотика
Під час своїх широких студій упродовж десятиліть Пірс шукав формальний філософський підхід до артикуляції процесів мислення, а також пояснення того, як працює наука.  Ці невід'ємно переплутані питання динаміки наукових пошуків, вкорінені в  природі й вихованні, привели його до побудови семіотики з дуже розширеним розумінням  знаку й висновування. Кульмінацією мала стати теорія наукових пошуків, що ставила б собі мету пояснення того, «як працює наука», й розробку методів досліджень. Це була б логіка середньовічних означень, яку викладали століттями: мистецтво мистецтва, наука наук з доступом до принципів усіх методів.  

## Виноски
1. 1 2  Bibliothèque nationale de France BNF: платформа відкритих даних — 2011.
2. 1 2  Архів історії математики Мактьютор — 1994.
3. ↑  Encyclopædia Britannica
4. ↑  Математичний генеалогічний проєкт — 1997.
5. 1 2  CONOR.Sl
6. ↑  NNDB — 2002.
7. ↑  Прізвище Peirce англійською мовою читається як Перс, однак у вжитку відоміше прочитання Пірс, запозичене з кириличної літератури, здебільшого російськомовної
8. ↑  Peirce, Benjamin: Charles Sanders. Webster's Biographical Dictionary. Merriam-Webster. Springfield, Massachusetts. 1960 [1943].
9. ↑  Fisch, Max, «Introduction», W 1:xvii. Eprint [Архівовано 22 жовтня 2018 у Wayback Machine.], find phrase «One episode».
10. ↑  «Peirce, Charles Sanders» (1898), The National Cyclopedia of American Biography, v. 8, p. 409 [Архівовано 26 листопада 2011 у Wayback Machine.].
11. ↑  On Peirce the astronomer, see Lenzen's chapter in Moore and Robin, 1964.
12. ↑  Fisch, Max (1983), «Peirce as Scientist, Mathematician, Historian, Logician, and Philosopher», Studies in Logic, see p. x.
13. ↑  See «Peirce Edition Project (UQÀM) — in short [Архівовано 6 липня 2011 у Wayback Machine.]». PEP's branch at Université du Québec à Montréal is producing W 7 on Peirce's Century Dictionary contributions. 
The Century Dictionary is online (no charge) and on CD-ROM, at http://www.global-language.com/century/ [Архівовано 6 червня 2008 у Wayback Machine.].
14. ↑  Houser, Nathan (1989), «Introductiom», W 4:xxxviii. Eprint [Архівовано 30 травня 2010 у Wayback Machine.], find «Eighty-nine».
15. ↑  Houser, Nathan, «Introduction», W 6, first paragraph, Eprint [Архівовано 7 червня 2011 у Wayback Machine.].
16. 1 2  Burks, Arthur W.(інші мови), "Review: Charles S. Peirce, The new elements of mathematics", Bulletin of the American Mathematical Society v. 84, n. 5 (1978), pp. 913–18 (PDF) [Архівовано 17 березня 2020 у Wayback Machine.].
17. ↑  Peirce (1860 MS), "Orders of Infinity", News from the Peirce Edition Project, September 2010 [Архівовано 29 березня 2013 у Wayback Machine.] (PDF), p. 6, with the manuscript's text. Also see logic historian Irving Anellis's November 11, 2010 comment [Архівовано 23 квітня 2017 у Wayback Machine.] at peirce-l.
18. ↑  Peirce (MS, зима 1880–81), "A Boolean Algebra with One Constant", Collected Papers of Charles Sanders Peirce, 4.12–20, Writings of Charles S. Peirce, 4:218–21. Google Preview. See Roberts, Don D. (1973), The Existential Graphs of Charles S. Peirce, p. 131.
19. ↑  Peirce (1881), "On the Logic of Number", American Journal of Mathematics v. 4, pp. 85–95 [Архівовано 4 червня 2020 у Wayback Machine.]. Reprinted (CP 3.252–88), (Writings of Charles S. Pierce, 4:299–309). See See Shields, Paul (1997), "Peirce's Axiomatization of Arithmetic", in Houser et al., eds., Studies in the Logic of Charles S. Peirce.
20. 1 2  Peirce (1885), "On the Algebra of Logic: A Contribution to the Philosophy of Notation", American Journal of Mathematics 7, two parts, first part published 1885, pp. 180–202 [Архівовано 4 червня 2020 у Wayback Machine.] (see Houser in linked paragraph [Архівовано 12 лютого 2016 у Wayback Machine.] in "Introduction" in Writings of Charles S. Peirce, 4). Presented, National Academy of Sciences, Newport, RI, October 14–17, 1884 (see The Essential Peirce, 1, Headnote 16 [Архівовано 19 жовтня 2014 у Wayback Machine.]). 1885 is the year usually given for this work. Reprinted Collected Papers of Charles Sanders Peirce, 3.359–403, Writings of Charles S. Peirce, 5:162–90, The Essential Peirce, 1:225–28, in part.
21. 1 2 3  Putnam, Hilary (1982), "Peirce the Logician", Historia Mathematica 9, 290–301. Reprinted, pp. 252–60 in Putnam (1990), Realism with a Human Face, Harvard. Excerpt with article's last five pages [Архівовано 13 листопада 2020 у Wayback Machine.].
22. ↑  It was in Peirce's 1885 "On the Algebra of Logic". See Byrnes, John (1998), "Peirce's First-Order Logic of 1885", Transactions of the Charles S. Peirce Society v. 34, n. 4, pp. 949–76.
23. ↑  Brady, Geraldine (2000), From Peirce to Skolem: A Neglected Chapter in the History of Logic, North-Holland/Elsevier Science BV, Amsterdam, Netherlands.
24. ↑  Peirce, C. S. (1886). Letter, Peirce to A. Marquand. Writings of Charles S. Pierce. с. 5:541–43. ISBN 978-0253372017. See Burks, Arthur W. (1978). Charles S. Peirce, The new elements of mathematics. Book Review. Bulletin of the American Mathematical Society. Eprint. 84 (5): 913–18 [917]. doi:10.1090/S0002-9904-1978-14533-9. Архів оригіналу (PDF) за 17 березня 2020. Процитовано 8 квітня 2022. Also Houser, Nathan. Introduction. Writings of Charles S. Pierce. Т. 5. с. xliv.
25. ↑  див. Peirce (1898), Lecture 3, "The Logic of Relatives" (not the 1897 Monist article), Reasoning and the Logic of Things, pp. 146–64 [151]
26. ↑  Peirce (1898), "The Logic of Mathematics in Relation to Education" in Educational Review v. 15, pp. 209–16 (via Internet Archive). Reprinted Collected Papers of Charles Sanders Peirce, 3.553–62. See also his "The Simplest Mathematics" (1902 MS), Collected Papers of Charles Sanders Peirce, 4.227–323.
27. ↑  Anellis, Irving H. (1995), "Peirce Rustled, Russell Pierced: How Charles Peirce and Bertrand Russell Viewed Each Other's Work in Logic, and an Assessment of Russell's Accuracy and Role in the Historiography of Logic", Modern Logic 5, 270–328. Arisbe Eprint [Архівовано 24 вересня 2013 у Wayback Machine.]
28. ↑  Avery, John (2003) Information theory and evolution, p. 167; also Mitchell, Melanie, "My Scientific Ancestry [Архівовано 8 жовтня 2014 у Wayback Machine.]".
29. ↑  Beil, Ralph G. and Ketner, Kenneth (2003), "Peirce, Clifford, and Quantum Theory", International Journal of Theoretical Physics v. 42, n. 9, pp. 1957–72.
30. ↑  Houser, Roberts, and Van Evra, eds. (1997), Studies in the Logic of Charles Sanders Peirce, Indiana U., Bloomington, IN.
31. ↑  Misak, ed. (2004), The Cambridge Companion to Peirce, Cambridge U., UK.
32. ↑  Peirce (1893–1894, MS 949, p. 1)
33. ↑  Peirce (1903 MS), Collected Papers of Charles Sanders Peirce, 6.176: "But I now define a pseudo-continuum as that which modern writers on the theory of functions call a continuum. But this is fully represented by [...] the totality of real values, rational and irrational [...]."
34. ↑  Peirce (1902 MS) and Ransdell, Joseph(інші мови), ed. (1998), "Analysis of the Methods of Mathematical Demonstration", Memoir 4 [Архівовано 3 листопада 2013 у Wayback Machine.], Draft C, MS L75.90–102, see 99–100. (Once there, scroll down).
35. ↑  Див.:
  - Peirce (1908), "Some Amazing Mazes (Conclusion), Explanation of Curiosity the First", The Monist, v. 18, n. 3, pp. 416–44, see 463-64. Reprinted Collected Papers of Charles Sanders Peirce, 4.594–642, see 642.
  - Havenel, Jérôme (2008), "Peirce's Clarifications on Continuity", Transactions Winter 2008 pp. 68–133, see 119. Abstract.
36. ↑  Peirce condemned the use of "certain likelihoods" (The Essential Peirce, 2:108–09) even more strongly than he criticized Bayesian methods. Indeed Peirce used a bit of Bayesian inference in criticizing parapsychology (Writings of Charles S. Pierce, 6:76).
37. ↑  Miller, Richard W. (1975), "Propensity: Popper or Peirce?", British Journal for the Philosophy of Science(інші мови) (site [Архівовано 3 вересня 2011 у Wayback Machine.]), v. 26, n. 2, pp. 123–32. doi:10.1093/bjps/26.2.123. Eprint.
38. ↑  Haack, Susan(інші мови) and Kolenda, Konstantin (1977), "Two Fallibilists in Search of the Truth",  Proceedings of the Aristotelian Society, Supplementary Volumes, v. 51, pp. 63–104. JSTOR 4106816
39. 1 2 3 4  Stigler, Stephen M. (1978). Mathematical statistics in the early States. Annals of Statistics. 6 (2): 239–65 [248]. doi:10.1214/aos/1176344123. JSTOR 2958876. MR 0483118.
40. ↑  Peirce CS, Jastrow J. On Small Differences in Sensation [Архівовано 9 червня 2019 у Wayback Machine.]. Memoirs of the National Academy of Sciences 1885; 3:73–83.
41. ↑  Hacking, Ian (1990). The Taming of Chance. A Universe of Chance. Cambridge University Press. с. 200–15.
42. ↑  Moore, Edward C., and Robin, Richard S., eds., (1964), Studies in the Philosophy of Charles Sanders Peirce, Second Series, Amherst: U. of Massachusetts Press. On Peirce the astronomer, see Lenzen's chapter.
43. 1 2  Peirce (1897) "Fallibilism, Continuity, and Evolution", Collected Papers of Charles Sanders Peirce, 1.141–75 (Eprint [Архівовано 11 червня 2020 у Wayback Machine.]), placed by the Collected Papers of Charles Sanders Peirce, editors directly after "F.R.L." (1899, Collected Papers of Charles Sanders Peirce, 1.135–40).
44. ↑  Peirce (1903), Collected Papers of Charles Sanders Peirce, 1.180–202 and (1906) "The Basis of Pragmaticism", The Essential Peirce, 2:372–73, see "Philosophy [Архівовано 15 травня 2013 у Wayback Machine.]" at Commens Digital Companion to C.S. Peirce.
45. ↑  Burch, Robert (2001, 2010), "Charles Sanders Peirce", Stanford Encyclopedia of Philosophy
46. ↑  "Minute Logic", CP 2.87, c.1902 та A Letter to Lady Welby, CP 8.329, 1904. Див. відповідні цитати в "Categories, Cenopythagorean Categories [Архівовано 15 травня 2013 у Wayback Machine.]" in Commens Dictionary of Peirce's Terms (CDPT), Bergman & Paalova, eds., U. of Helsinki.
47. ↑  Див. цитати  "Firstness, First [as a category] [Архівовано 12 червня 2013 у Wayback Machine.]".
48. ↑  чорнота — чиста абстракція поняття  чорний. Щось чорне є чимось, що втілює чорноту, відсилаючи нас назад до абстракції. Якість  чорний зводиться до відсилки до своєї власної чистої абстракції, базової чорноти. Питання не тільки в іменнику  (основі) проти прикметника (якості), але радше в тому чи ми сприймаємо чорноту як щось абстраговане від предмета, чи ми сприймаємо її як приклад (конкретна піч). Однак, зауважте, що Пірс розрізняє тут тропи властивого загального та властивого індивідуального. Див. "On a New List of Categories [Архівовано 28 вересня 2007 у Wayback Machine.]" (1867), у розділі в CP 1.551. Regarding the ground, cf. the Scholastic conception of a relation's foundation, Google limited preview Deely 1982, p. 61 [Архівовано 26 червня 2020 у Wayback Machine.]
49. ↑  Квале в цьому сенсі означає  такий, як якість такості. Cf. under "Use of Letters" in §3 of Peirce's "Description of a Notation for the Logic of Relatives", Memoirs of the American Academy, v. 9, pp. 317–78 (1870), separately reprinted (1870), from which see p. 6 via Google books [Архівовано 15 червня 2020 у Wayback Machine.], also reprinted in CP 3.63:Тепер логічні терміни належать до одного з трьох великих класів. Перший включає ті, логічна форма яких включає лише концепцію якості, а тому представляє речі “у найбільш рудиментарний спосіб, що не включає жодної свідомості чи розрізнення. Вони розглядають предмет сам по собі як такий (квале); наприклад, як коня, дерево, людину. Це абсолютні терміни. (Peirce, 1870. Але також див. "Quale-Consciousness", 1898, in CP 6.222–37.)
50. ↑  Див. цитати на тему "Secondness, Second [as a category] [Архівовано 29 травня 2013 у Wayback Machine.]" in CDPT.
51. ↑  Див. цитати на тему "Thirdness, Third [as a category] [Архівовано 11 вересня 2013 у Wayback Machine.]" в CDPT.
52. ↑  "Charles S. Peirce on Esthetics and Ethics: A Bibliography [Архівовано 6 квітня 2003 у Wayback Machine.]" (PDF) by Kelly A. Parker in 1999.
53. ↑  Peirce (1902 MS), Carnegie Application, edited by Joseph Ransdell, Memoir 2 [Архівовано 3 листопада 2013 у Wayback Machine.], see table.
54. ↑  Див. Esthetics [Архівовано 15 травня 2013 у Wayback Machine.] at Commens Digital Companion to C.S. Peirce.
55. 1 2  Peirce (1899 MS), "F.R.L." [First Rule of Logic], Collected Papers of Charles Sanders Peirce, 1.135–40, Eprint
56. 1 2  Peirce (1882), "Introductory Lecture on the Study of Logic" delivered September 1882, Johns Hopkins University Circulars, v. 2, n. 19, pp. 11–12 [Архівовано 27 липня 2020 у Wayback Machine.] (via Google), November 1882. Reprinted (The Essential Peirce, 1:210–14; Writings of Charles S. Peirce, 4:378–82; Collected Papers of Charles Sanders Peirce, 7.59–76). The definition of logic quoted by Peirce is by Peter of Spain.
57. ↑  Peirce (1878), "The Doctrine of Chances", Popular Science Monthly, v. 12, pp. 604–15 (CP 2.645–68, Writings of Charles S. Peirce, 3:276–90, The Essential Peirce, 1:142–154). ... death makes the number of our risks, the number of our inferences, finite, and so makes their mean result uncertain. The very idea of probability and of reasoning rests on the assumption that this number is indefinitely great. ... logicality inexorably requires that our interests shall not be limited. ... Logic is rooted in the social principle.
58. ↑  Peirce, Collected Papers of Charles Sanders Peirce, 5.448 footnote, from "The Basis of Pragmaticism" in 1906.
59. 1 2  Peirce, (1868), "Questions concerning certain Faculties claimed for Man", Journal of Speculative Philosophy v. 2, n. 2, pp. 103–14 [Архівовано 27 липня 2020 у Wayback Machine.]. On thought in signs, see p. 112. Reprinted Collected Papers of Charles Sanders Peirce, 5.213–63 (on thought in signs, see 253), Writings of Charles S. Peirce, 2:193–211, The Essential Peirce, 2:11–27. Arisbe Eprint [Архівовано 14 жовтня 2007 у Wayback Machine.].
60. ↑  See rhetoric definitions at Commens Digital Companion to C.S. Peirce.
61. ↑  Peirce (1902), The Carnegie Institute Application, Memoir 10, MS L75.361–62, Arisbe Eprint [Архівовано 24 травня 2011 у Wayback Machine.].
62. 1 2 3  Peirce (1868), "Some Consequences of Four Incapacities", Journal of Speculative Philosophy v. 2, n. 3, pp. 140–57 [Архівовано 27 липня 2020 у Wayback Machine.]. Reprinted Collected Papers of Charles Sanders Peirce, 5.264–317, Writings of Charles S. Peirce, 2:211–42, The Essential Peirce, 1:28–55. Arisbe Eprint [Архівовано 24 вересня 2013 у Wayback Machine.].
63. 1 2  Peirce, "Grounds of Validity of the Laws of Logic: Further Consequences of Four Incapacities", Journal of Speculative Philosophy v. II, n. 4, pp. 193–208 [Архівовано 7 липня 2020 у Wayback Machine.]. Reprinted Collected Papers of Charles Sanders Peirce, 5.318–57, Writings of Charles S. Peirce, 2:242–72 (Peirce Edition Project, Eprint [Архівовано 28 травня 2010 у Wayback Machine.]), The Essential Peirce, 1:56–82.
64. ↑  Peirce (1905), "What Pragmatism Is", The Monist, v. XV, n. 2, pp. 161–81, see 167. Reprinted Collected Papers of Charles Sanders Peirce, 5.411–37, see 416. Arisbe Eprint [Архівовано 7 грудня 2008 у Wayback Machine.].